# Eugène Raguin

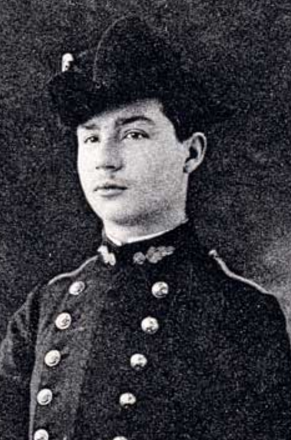
Eugène Raguin

Eugène Paul Antoine Jacques Raguin (* 13. Juni  1900; † 10. November 2001) war ein französischer Geologe.

## Leben
Raguin studierte ab 1918 an der École polytechnique und ab 1922 an der École des Mines, wo er später Professor wurde. Außerdem war er im französischen geologischen Kartendienst (Service de la Carte géologique), dessen Direktor er 1930 wurde. Nach dem Tod von Louis de Launay (1860–1938) wurde er Professor für Geologie an der École des Mines und der École nationale des ponts et chaussées.
1951 erhielt er den Prix Gosselin der französischen geologischen Gesellschaft. Er war erster Präsident der französischen geochemischen Gesellschaft.
Er befasste sich mit der Geologie des Zentralmassivs, Granit und Lagerstättenkunde, besonders in Afrika.
Raguin war seit 1925 mit Yvette Bertrand verheiratet, der Tochter des Geologen Marcel Alexandre Bertrand. Er war mit Eugen Wegmann befreundet.
1962 erhielt er die Gustav-Steinmann-Medaille.

## Schriften
- Contribution à l'étude de la tectonique dans la région Ouest du Massif central français, Béranger, Paris, 1927.
- Haute-Tarentaise et Haute-Maurienne (Alpes de Savoie), Paris, Imprimerie nationale, 1930.
- Géologie appliquée, Masson, Paris, 1934.
- Géologie des gîtes minéraux, Masson, Paris, 1940.
- Géologie du Granite, Masson, Paris, 1946
  - englische Übersetzung: Geology of Granite, Interscience 1965
- Pétrographie du Maroc, Edita, Rabat, 1952.
- Pétrographie des roches plutoniques dans leur cadre géologique..., Masson, Paris, 1970.